# 長﨑大晟
長﨑 大晟（ながさき たいせい、2006年6月13日 - ）は、日本の俳優、アイドル、歌手、モデル。神奈川県出身。スターダストプロモーション新人部所属。スターダストプロモーションの男性アーティスト集団「EBiDAN」から派生した中学生ユニット・STA*Mのメンバーである。メンバーカラーは白。

## 略歴
EBiDAN39&KiDSのメンバーとして活動。
公式YouTubeや番組で活躍する中、2015年にEBiDAN唯一の小学生グループスタメンKiDSのメンバーとなり、2016年にはミニアルバム「てらこやEP」でCDデビュー。
2019年には味の素「クノール カップスープ」のCMに永野芽郁の弟役で出演。
2022年8月21日に個人インスタグラムを開設。

## 人物
- チャームポイントは笑顔。「さわやかスマイル」「キラキラスマイル」「さわやか王子」など、多くのキャッチコピーを持つ。
- 好きな食べ物はお肉。他、おすし、ラーメン。
- 得意科目は算数、数学。国語は大の苦手。
- 身長は171cm。須藤琉偉と同じく、募集対象身長を超えたことでCuugalの登場は創刊号から第3号までとなった、と思われたが、第7号で約1年ぶりに再登場した。
- Cuugal第2号のカバーボーイを須藤琉偉とともに務めたことがある。表紙にメンズモデルが登場したのはこの第2号のみである。
- メンバーの須藤琉偉とはデビュー前から仲が良いことで知られ、名前を合わせ「るいせい」コンビと呼ばれることも多い。
- 清水在とともにグループ内最年長。
- 姉が双子で、他に妹がいる。
- スタメンKiDS結成前から活躍しており、STA*Mだけにとどまらず、EBiDANファン全体からの人気が高い。

## 出演

### テレビ
- 「中居正広の金曜日のスマイルたちへ」-三浦大知 少年時代 再現ドラマ（TBS）
- 「花のち晴れ〜花男 Next Season〜」-成宮一茶 幼少期（TBS）
- 「シェアするラ! インスタントラーメンアレンジ部はじめました。」-小宮翔太 役（第3話）（BS-TBS）

### 雑誌
- Cuugal-メンズモデル

### 広告
- 味の素「クノールカップスープ」

### ミュージックビデオ
- DISH//「変顔でバイバイ！！」
- GENERATIONS「少年」

### その他
- 東映 こころを育てる映像教材集「同級生は外国人」- 主人公・直人　※日本視聴覚協会 小学生学生部門 優秀作品賞受賞